# L'imprevedibile piano della scrittrice senza nome
L'imprevedibile piano della scrittrice senza nome è un romanzo di Alice Basso pubblicato da Garzanti nel 2015. 
È il primo romanzo della serie dedicata a Vani Sarca. Il romanzo è uscito anche in versione audiolibro, letto dalla stessa Alice Basso

## Trama
Vani Sarca, che di mestiere fa la ghostwriter, deve scrivere l'autobiografia di Bianca Dell’Arte Cantavilla, una signora che millanta di parlare con gli Angeli. Senonché poco dopo la Signora Bianca sparisce e Vani viene coinvolta suo malgrado nelle indagini dal Commissario Berganza.

## Personaggi
- Silvana Cassandra Sarca detta Vani: sarcastica, asociale, empatica, malmostosa, colta, sembra dura ma in realtà, come dice Alice Basso a fine libro “persino il suo cuore di pietra si scioglie e lascia il posto all’istinto di protezione e alla partecipazione emotiva”. Ghostwriter per professione
- Enrico Fuschi: editore di Vani Sarca e direttore della casa editrice "Edizioni l'Erica"
- Romeo Berganza: Commissario di Polizia
- Riccardo Randi: autore a cui Vani scrive (o meglio compone su base di appunti di Randi) il bestseller “Più dritta di una corda di Chitarra” e temporaneo fidanzato di Vani
- Bianca Dell’Arte Cantavilla: Millanta di parlare con gli Angeli. Vive 40 km fuori Torino
- Gerolamo La Manta: il sequestratore
- Lara Sarca: sorella di Vani
- Michele: marito di Lara
- Petrini: agente di Polizia
- Morgana Cossato: 15enne che abita al piano superiore nel condominio di Vani
- Laura: amica di Morgana
- Eleonora soprannominata “Culo di Tweed”, la collaboratrice domestica di Bianca Dell’Arte Cantavilla
- Sergio Cantavilla: nipote di Bianca Dell’Arte Cantavilla e primo sospettato.
- Emilia Cossato: madre di Morgana
- Dottor Mantegna: celebre Neurochirurgo a cui Vani ha scritto il libro.
- Vitaliano Betti: agente che Vani scambia per Betty, una donna
- Rosa: la collaboratrice domestica di RIccardo Randi
- Madre, padre e Nonna di Vani (senza nomi)
- Sonia Sciacca: la segretaria di XXGeneration

## Edizioni
- Alice Basso, L'imprevedibile piano della scrittrice senza nome, Garzanti, 2015,  p. 280, ISBN 978-88-11-67163-3.